# Abele

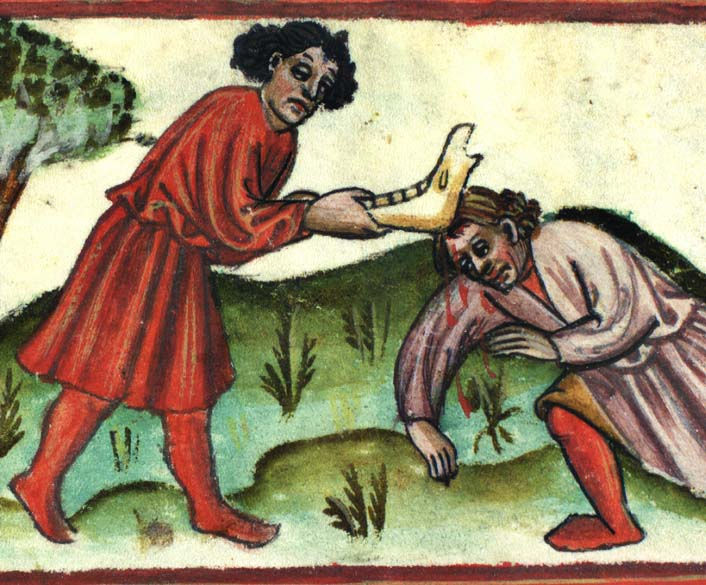
Caino uccide Abele, da un manoscritto del XV secolo.

 Abele nella Bibbia (Antico Testamento) è il secondo figlio di Adamo ed Eva.
Abele fu ucciso dal fratello Caino (cfr. Genesi 4,2-8).

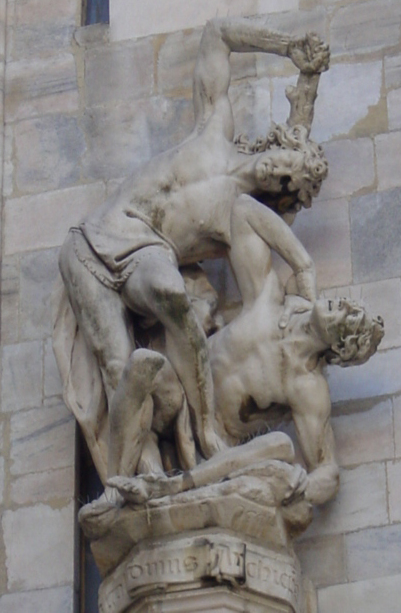
Rappresentazione scultorea di Caino e Abele posta nel Duomo di Milano

## Nel Libro della Genesi
Caino coltiva la terra ed Abele pascola il gregge. Caino offre a Dio i frutti delle sue coltivazioni ed Abele un agnello del suo gregge; Dio gradisce l'offerta di Abele e non quella di Caino. Il motivo di questa preferenza non è spiegato nella Bibbia. Geloso del fratello, Caino lo invita ad uscire in campagna e lì lo uccide.

## Nel Nuovo Testamento
Gesù parla di Abele come del primo martire (cfr. Matteo 23,35) e tale era considerato dai primi autori cristiani.

## Ebraismo
- Secondo l'esegesi ebraica Abele ebbe due sorelle gemelle[4]
- Abele aveva offerto la parte migliore del proprio bestiame non precedentemente aggiogato e neanche tosato; per questo scese un fuoco celeste a consumarne l'offerta per Dio[5].
- Quando videro il corpo senza vita di Abele, ucciso da Caino, Adamo non seppe che/come dovevano seppellirlo: Dio inviò due corvi presso Adamo e, morto uno dei due, l'altro disse che avrebbe fatto conoscere ad Adamo come fare infatti prese il corpo del corvo morto e lo seppellì così anche Adamo fece altrettanto con il corpo morto di Abele[6].
- Secondo un Midrash, se Caino non avesse ucciso Abele, quattro "Famiglie" sarebbero "subito" sorte da quest'ultimo[7].

## Nel Corano
Abele è citato nel Corano come figlio di Adamo. Il suo nome non è riportato, ma egli è conosciuto dagli arabi e dai musulmani col nome هابل (Habil).
Ecco un passo del Corano:
Rispose il fratello: «Allah accetta solo da parte di coloro che Lo temono.
Se alzerai la mano contro di me per uccidermi, io non l'alzerò su di te: io temo Allah, il Signore dei mondi.
Voglio che tu ti addossi il mio peccato e il tuo, e allora sarai tra i compagni del Fuoco. Questa è la ricompensa per gli ingiusti».
La sua passione lo spinse ad uccidere il fratello. Lo uccise e divenne uno di coloro che si sono perduti.
Poi Allah gli inviò un corvo che si mise a scavare la terra per mostrargli come nascondere il cadavere di suo fratello. Disse: «Guai a me! Sono incapace di essere come questo corvo, sì da nascondere la spoglia di mio fratello?». E così fu uno di quelli afflitti dai rimorsi.»
(Corano, Sūra 5,27-31)